# Синьо кадифе
„Синьо кадифе“ (на английски: Blue Velvet) е американски филм от 1986 г. на режисьора Дейвид Линч с участието на Кайл Маклоклан, Лора Дърн, Изабела Роселини и Денис Хопър. Сценарият е написан също от Линч.

## Сюжет
Внимание:  Текстът по-долу разкрива сюжета на произведението (или части от него)!
Младежът Джефри Бомон се връща след дълго отсъствие в родния си град, във връзка с внезапен удар на баща си. Случайно той намира отсечено човешко ухо в градинка. Съобщава на полицията, но недоволен от отношението на полията към случая, започва собствено разследване. Подпомаган е от Сенди, дъщеря на полицейски детектив. Те са изненадани да открият, че в техния тих град има криминален ъндърграунд. Следите водят до Дороти Валънс, красива и загадъчна певица и нейния жесток партньор Франк Бут, разпространител на наркотици. Странна нездравословна любов се заражда между Джефри и Сенди, въпреки че той не е равнодушен и към дъщерята на детектива.

## В ролите
| Актьор           | Роля                 |
| ---------------- | -------------------- |
| Кайл Маклоклан   | Джефри Бомон         |
| Лора Дърн        | Дороти Валънс        |
| Изабела Роселини | Сенди Уилямс         |
| Денис Хопър      | Франк Бут            |
| Джордж Дикерсън  | детектив Джон Уилямс |
| Хоуп Ланг        | мисис Уилямс         |
| Дийн Стокуел     | Бен                  |
| Присила Пойнтър  | мисис Бомон          |
| Франсис Бей      | леля Барбара         |
| Джек Харви       | Том Бомон            |
| Бред Дъриф       | Реймънд              |
| Джек Ненс        | Пол                  |

## Награди и Номинации

### Награди
- 1987 — Международен фестивал на фантастични филми в Авориазе]]
  - Гран-при — Дейвид Линч
- 1987 — Награда Независим дух
  - Най-добра актриса — Изабела Роселини
- 1987 — Награда на Националното общество на кинокритиците на САЩ
  - Най-добър режисьор — Дейвид Линч
  - Най-добър оператор — Фредерик Елмс
  - Най-добър второстепенен актьор — Денис Хопър
  - Най-добър филм

### Номинации
- 1987 — Награда Оскар
  - Най-добър режисьор — Дейвид Линч
- 1987 — Награда Златен глобус
  - Най-добър сценарий — Дейвид Линч
  - Най-добър второстепенен актьор — Денис Хопър
- 1987 — Награда Независим дух
  - Най-добър филм
  - Най-добър режисьор — Дейвид Линч
  - Най-добър оператор — Фредерик Елмс
  - Най-добър сценарий — Дейвид Линч
  - Най-добър актьор — Денис Хопър
  - Най-добър актриса — Лора Дърн

Филмът е поставен от Американския филмов институт в някои категории както следва:
- АФИ 100 години... 100 трилъра – #96
- 100 години Американски филмов институт... 100 герои и злодеи – #16 Злодей - Франк Бут (Денис Хопър)
- АФИ 10-те топ 10 – #8 Мистерия